# 12B
12B (inne tytuły: Do Raaste 12B, Bus 12: Was wäre wenn..., Bus Stop" to Jeeva) kollywoodzki film w języku tamilskim zrealizowany w 2001 roku przez Jeeva operatora Hera Pheri, czy Hulchul. W rolach głównych: Shaam, Simran Bagga, Vivek, Jyothika, w drugoplanowych – Moon Moon Sen i Sunil Shetty. Inspiracją do filmu jest angielski film z Gwyneth Paltrow pt. Przypadkowa dziewczyna (ang. Sliding doors). 
Film ten ukazuje równolegle dwa możliwe losy tego samego człowieka. Widzimy Shaktiego, który zdążył na tytułowy autobus 12B, ale rozminął się ze swą miłością, i Shaktiego, który nie zdążył na autobus, ale spotkał miłość swojego życia. To film o tym, że można minąć kogoś, kto jest nam przeznaczony, i o tym, że na jego miejsce Bóg daje nam kogoś innego.

## Fabuła
Ćennaj, stolica stanu Tamilnadu. Shakti Singh (Shaam) bardzo się śpieszy na rozmowę kwalifikacyjną w wielkiej firmie. Podenerwowany biegnie do autobusu nr 12B. W ostatniej chwili udaje się mu do niego wskoczyć. W autobusie z zachwytem patrzy na nieznaną sobie dziewczynę (Jyothika). Wkrótce staje się zapijającym pustkę samotności eleganckim człowiekiem sukcesu. Co pewien czas mija mu w tłumie twarz dziewczyny, którą chciałby móc kochać.
Biegnąc do autobusu, Shakti musi nagle odskoczyć przed nadjeżdżającym samochodem. Sekundy decydują o tym, że autobus odjeżdża. W jego oknie urzeczony Shakti widzi oddalającą się twarz dziewczyny (Jyothika). Spóźniony na rozmowę kwalifikacyjną nie dostaje upragnionej pracy. Zrozpaczonego Shakti przyjmuje do warsztatu samochodowego pełen współczucia Madan. Wkrótce w warsztacie otacza Shaktiego grupa troszczących się o niego przyjaciół. Często z rękoma wybrudzonymi od smaru cieszy się życiem, któremu sens nadaje miłość do Jyothiki, dziewczyny, której twarz po raz pierwszy zobaczył w uciekającym mu autobusie.

## Obsada
- Shaam jako Shakthivel
- Jyothika jako Jo
- Srinath L. jako przyjaciel Shakthivela
- Mayilsamy jako przyjaciel Shakthivela
- Moon Moon Sen jako mama Jo
- Sunil Shetty jako wuj Jo
- Simran jako koleżanka Shakthivela
- Vivek jako przyjaciel Shakthivela

## Piosenki
- Iove Pannu
- Jothy Neeranjava
- Moutham Moutham
- Party Rhythm
- Poove Vaipasu
- Saria Thavara